# Jake Polledri
Jake John Tony Polledri (Bristol, 8 novembre 1995) è un ex rugbista a 15 italiano, terza linea centro.

## Biografia
Nato a Bristol e inglese di seconda generazione per parte paterna (i suoi nonni provenivano dall'Italia e suo padre disputò quasi 500 partite nella squadra di rugby del Bristol tra gli anni settanta e ottanta), Polledri giunse al rugby relativamente tardi durante le scuole superiori e, una volta diplomato al Filton College di Bristol, fu ingaggiato dalla squadra cittadina del Dings Crusaders che milita in Seconda lega nazionale meridionale (quarta divisione nazionale); successivamente si spostò nel Gloucestershire all'Hartpury College alla cui promozione in RFU Championship, la seconda divisione nazionale, contribuì con 13 mete nel quadro di una stagione che si concluse con 30 vittorie su 30 incontri e 28 punti di bonus per un totale di 148 su 150.
Già nel 2014-15 aveva vestito la maglia dell'Italia Under-20 al mondiale e al Sei Nazioni di categoria, cosa questa che vincolò a livello internazionale alla federazione italiana, a seguito di cui debuttò con l'Italia maggiore nell'ultima giornata del Sei Nazioni 2018 a Roma contro la Scozia.
Dal 2017 milita nella compagine di Premiership del Gloucester, cui è legato da un contratto triennale e mettendosi in luce come una delle rivelazioni del campionato inglese.
Prese inoltre parte alla Coppa del Mondo 2019 in Giappone nel corso del quale fu nominato miglior giocatore dell'incontro vinto con il Canada nella fase a gironi.
Il 4 marzo 2024, con un comunicato sul sito ufficiale delle Zebre e tramite i propri canali social annuncia il ritiro dal rugby giocato. 